# Rocca San Casciano

Situation dans la province de Forlì-Cesena.

Rocca San Casciano, Roca San Casiân en dialecte romagnol, est une commune italienne de la province de Forlì-Cesena dans la région Émilie-Romagne.

## Géographie
Rocca San Casciano se trouve à 27 km au sud de Forlì à une altitude moyenne de 210 m (178 m à 790 m), sur la route nationale SS67 en direction de Florence, dans la vallée du Montone.
La commune fait confins avec Dovadola 8 km au nord, avec Galeata 18 km au sud-est, Tredozio 14 km à l’ouest, Portico di Romagne 7 km au sud.
La commune a accès, par Forlì, à l’autoroute italienne A14, à la route nationale via Emilia et à l’aéroport Luigi Ridolfi (30 km).

## Histoire
Rocca San Casciano est un village du Moyen Âge bâti autour de l’ancienne paroisse de San Casciano en Casatico (ancien nom du fleuve Montone) ; il fut assujetti aux comtes De’Calcoli puis, en 1382, passa à la république florentine.
Au XVIIIe siècle, la commune fut assujettie au royaume de Léopold Ier de Lorraine.
Pendant l’occupation napoléonienne, Rocca fut compris dans un des cantons du département de l’Arno (Toscane), puis dans le département du Rubicon (Romagne).
Après la chute de Napoléon, la région est soumise à Léopold II de Toscane et, après la réforme judiciaire, le tribunal administratif de Rocca San Casciano devient compétent pour toute la Romagne toscane en 1859 et, avec une douzaine d’autres communes romagnoles, passa sous la province de Florence.
En 1923, Mussolini redéfinit les limites entre la Toscane et la Romagne ; les communes romagnoles de la Romagne toscane passèrent dans la région d’Émilie-Romagne.

## Événements culturels
- La Festa del Falò : Fête typique du pays dont l’origine remonterait à la fin du XIIe siècle où les habitants allumait des feux le long du fleuve Montone pour conjurer les inondations. À partir de 1700, cette fête prit une consonance religieuse et adressée à saint Joseph le 19 mars et, devant chaque contrada, des feux étaient allumés suivis de festivités. Aujourd’hui, cette tradition se perpétue non seulement à Rocca San Casciano mais dans maintes localités pour fêter le printemps et augurer une bonne récolte, la deuxième semaine de mars.
- Saveurs et marchés d’automne de la Romagne toscane : marché ambulant des produits locaux, stands gastronomiques avec cuisine typique romagnole, évènements musicaux, etc.

## Lieux d’intérêt
- la Chiesina de S. Antonio : petite église de S. Antoine, citée dans un document de 1341, plusieurs fois restaurée, garde aujourd’hui la mémoire des vistimes de guerre.
- Le couvent et l’église des Franciscains : daté du 9 juillet 1700, aujourd’hui fermé.
- l’église Sainte-Marie : ancien édifice dans lequel se produisit un miracle le 17 janvier 1523.
- La place Garibaldi : très belle place de forme triangulaire, cœur de la cité depuis 1200.
- l’église du Suffragio : construite après le grand tremblement de terre du 1661, reçoit des précieuses peinture sacrée.
- Le palais Pretorio : sur la place Garibaldi, était le lieu où l’on prenait les décisions politiques. Le palais est dominé par une grande tour avec horloge.
- Le théâtre communal : ancien bâtiment du XIXe siècle reconstruit dans les années 1930.
- Le Castellaccio : fortification militaire, endommagée lors du séisme de 1661, il ne reste aujourd’hui qu’une robuste tour de 15 m et une partie des murs d’enceinte.
- Le vieux pont : construit au début de 1600 sur le fleuve Montone.
- Le pont neuf : face au vieux pont, inauguré en 1900.
- Les vieilles prisons : édifiées en même temps que le tribunal en 1856, fermèrent tous deux en 1960.
- Le monastère bénédictin S. Donnino : documenté en 1214, mais remontant à des temps beaucoup plus ancien.

## Administration
| Période                                  | Période  | Identité          | Étiquette     | Qualité |
| ---------------------------------------- | -------- | ----------------- | ------------- | ------- |
| 09/06/2009                               | En cours | Rosaria Tassinari | Liste civique |         |
| Les données manquantes sont à compléter. |          |                   |               |         |

### Communes limitrophes
Dovadola, Galeata, Modigliana, Portico e San Benedetto, Predappio, Premilcuore, Tredozio

## Population

### Évolution de la population en janvier de chaque année
| 1861  | 1901  | 1921  | 1951  | 1961  | 1971  | 1981  | 1991  | 2001  |
| ----- | ----- | ----- | ----- | ----- | ----- | ----- | ----- | ----- |
| 3 566 | 4 576 | 5 129 | 4 708 | 3 462 | 2 416 | 2 306 | 2 161 | 2 116 |

| 2011  | 2021  | - | - | - | - | - | - | - |
| ----- | ----- | - | - | - | - | - | - | - |
| 2 031 | 1 810 | - | - | - | - | - | - | - |

## Sources
1. ↑  (it) Popolazione residente e bilancio demografico sur le site de l’ISTAT.